# Osmar White
Osmar Egmont Dorkin White (geboren am 2. April 1909 in Feilding, Neuseeland; gestorben am 16. Mai 1991 in Melbourne) war ein australischer Journalist, Korrespondent und Schriftsteller. Er schrieb auch unter den Pseudonymen Robert Dentry, E. M. Dorkin und Maros Gray.

## Leben
1914 zog White als Fünfjähriger mit seiner Familie nach Australien und verbrachte seine Kindheit in Katoomba. Seine Karriere als Journalist begann er als freier Mitarbeiter für den Wagga Wagga Advertiser und als Gelegenheitsschreiber für den Sydney Daily Telegraph, während er an der Universität Sydney studierte. Von 1928 bis 1933 arbeitete er als freier Autor in Süd- und Südostasien und in Neuguinea.
Bei Ausbruch des Zweiten Weltkriegs wollte White in die Armee eintreten. wurde von Keith Murdoch jedoch dazu überredet, stattdessen Kriegskorrespondent für die The Herald and Weekly Times zu werden.
In der Folge berichtete er durchaus kritisch vom Gang des Kriegs im Pazifik und vom Dschungelkrieg gegen die Japaner. Im Juli 1943 wurde er bei einem japanischen Bombenangriff auf Rendova Harbour, New Georgia, schwer verwundet und lief Gefahr, beide Beine zu verlieren.
Aus seinen Reportagen entstand sein 1945 erschienenes bekanntestes Buch Green Armour. 
Nach seiner Rekonvaleszenz wurde White Ende 1944 als eingebetteter Kriegskorrespondent nach Europa geschickt, wo er die Befreiung von Paris, die deutsche Kapitulation in Reims miterlebte und anschließend der 3. US-Armee unter General George S. Patton zugeteilt wurde, als diese Deutschland eroberte und die Besetzung des Dritten Reichs begann. Er berichtete unter anderem von der Ardennenoffensive, der Befreiung der Konzentrationslager in Buchenwald und Dachau und von der Auffindung des Reichsbank-Goldschatzes von Merkers.
Seine Eindrücke schrieb er im Buch Conqueror’s Road nieder, das, obwohl schon Verleger gefunden waren, 1946 wohl aufgrund der Intervention offizieller Stellen nicht erschien. Erst 1996 wurde das Buch von Harper Collins in Englisch veröffentlicht und es erschien 2005 unter dem Titel Die Straße des Siegers in deutscher Sprache.
White erhielt Anerkennung durch seine unvoreingenommene und unparteiische Berichterstattung. Osmar Island in der Antarktis ist nach ihm benannt. Er verstarb am 16. Mai 1991 in Melbourne.

## Bibliographie
- Green Armour. 1945.
- Parliament of a Thousand Tribes : A Study of New Guinea. 1966.
- Time Now, Time Before. 1967.
- Under the Iron Rainbow : Northwest Australia Today. 1969.
- Australia for Everyone : A Modern Guide. 1974.
- Silent Reach. 1978.
  - Deutsch: Buschjagd : Ein Thriller. Übersetzt. von Edith Walter. Goldmann, München 1983, ISBN 3-442-06690-5.
- Conquerors' Road. 1996. Erweiterte Neuausgabe: Cambridge University Press, 2003, ISBN 0-521-53751-7, Digitalisat.
  - Deutsch: Die Straße des Siegers : Eine Reportage aus Deutschland 1945. Übersetzt von Ursel Schäfer. Piper, München u. Zürich 2005, ISBN 3-492-04711-4.